# La Libertad (region)
La Libertad er en region i det nordvestlige Peru og grænser til Lambayeque, Cajamarca og Amazonas mod nord, San Martín mod øst, Ancash og Huánuco mod syd og Stillehavet mod vest. Hovedbyen hedder Trujillo. 
8°00′S 78°30′V / 8°S 78.5°V